# 磁気テープ

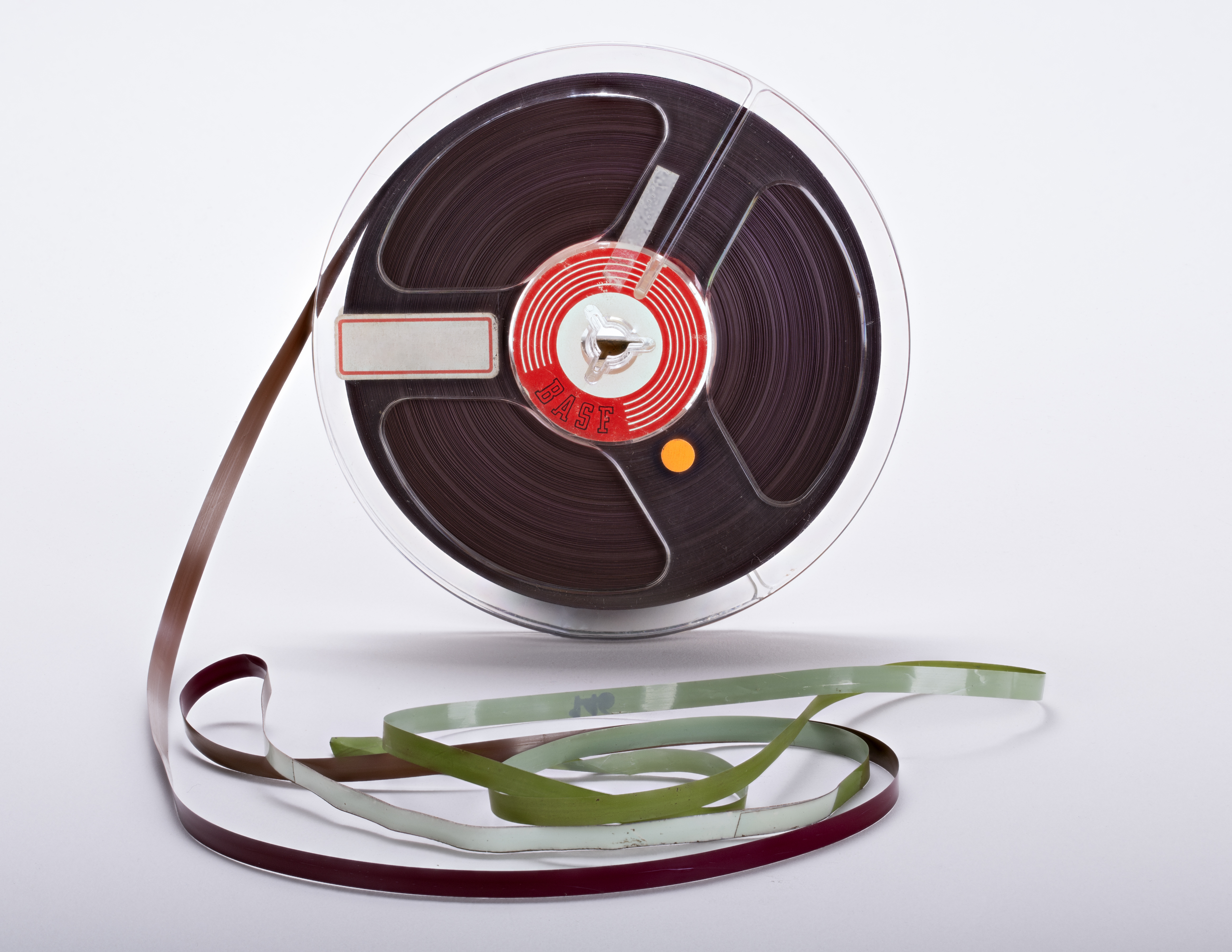
オープンリールの磁気テープ

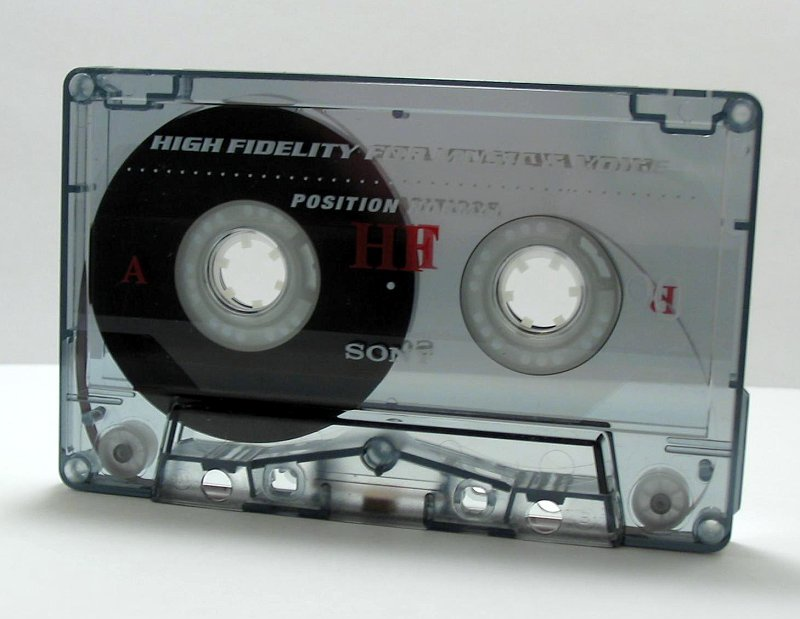
磁気テープが収められたコンパクトカセット

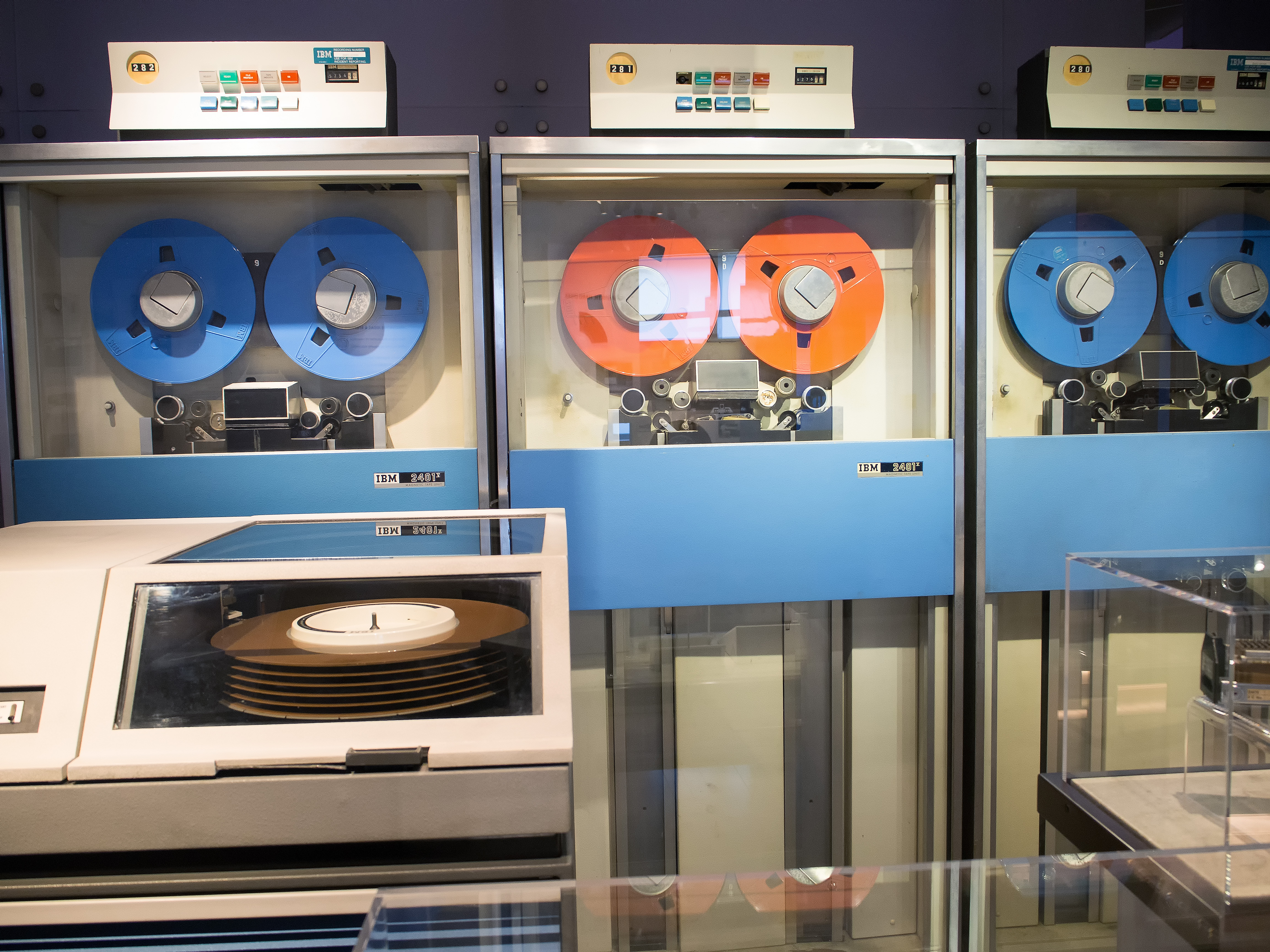
IBM System/360の磁気テープ装置。青色やオレンジ色のものが磁気テープを巻いたリール。

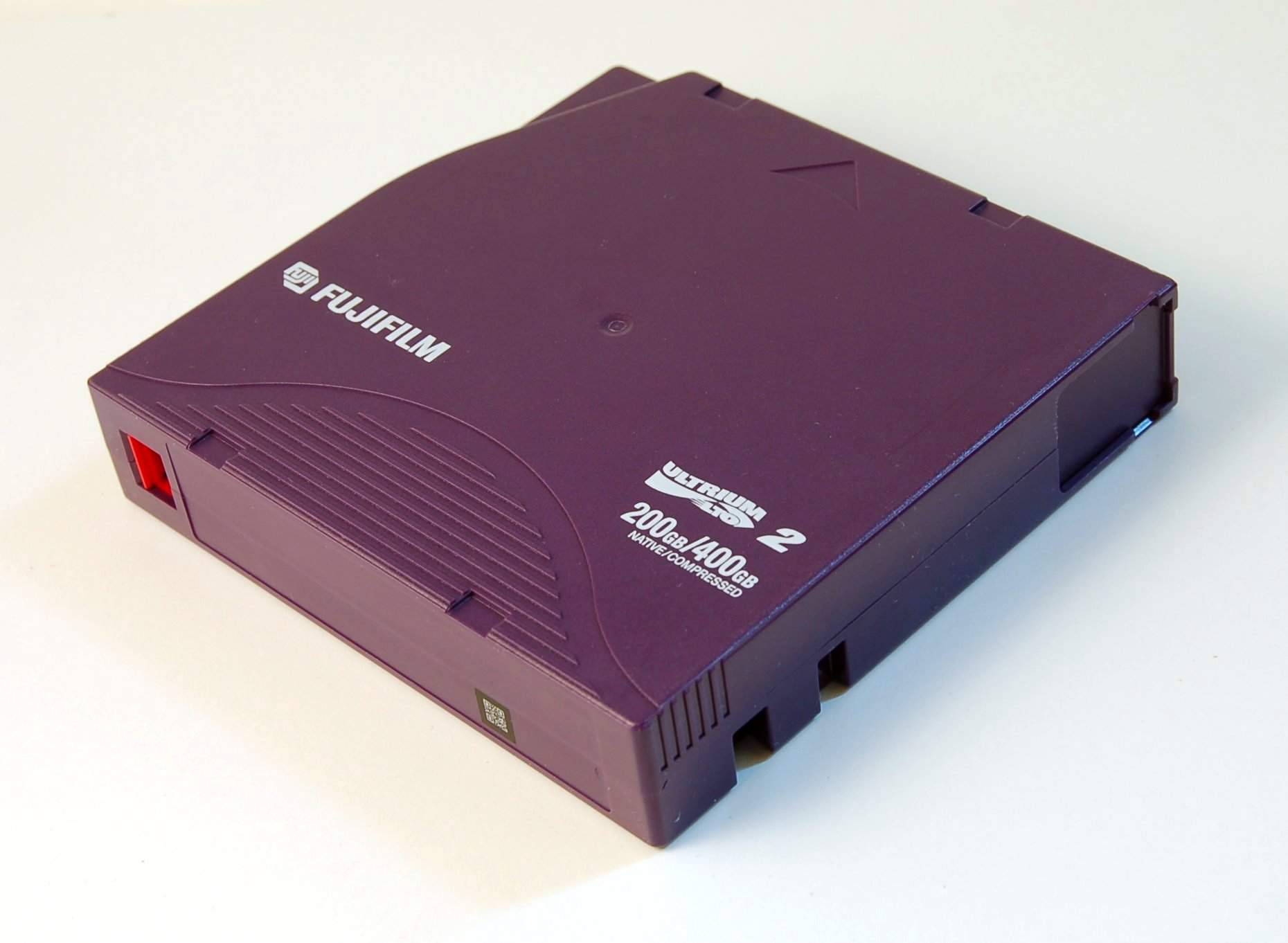
磁気テープを使うLTOのカートリッジの外観

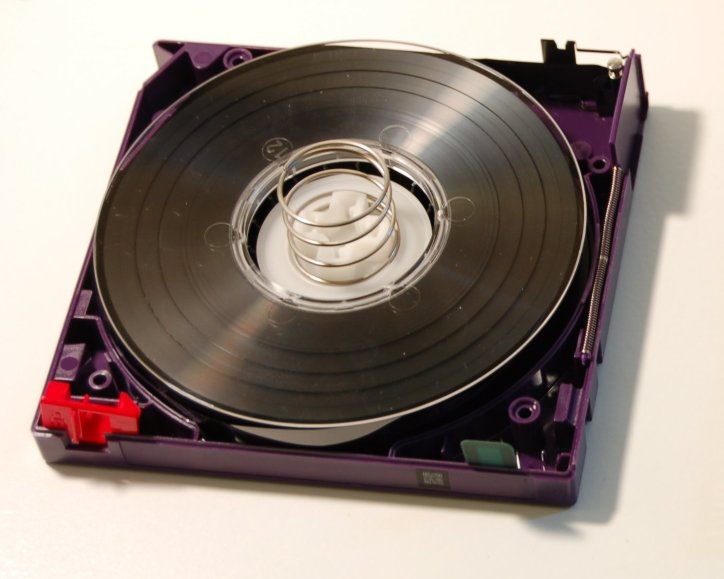
LTOのカートリッジの内部

磁気テープ（じきテープ）は、磁気記録媒体の一種であり、テープ状のフィルムの表面に粉末状の磁性体をバインダーと呼ばれる接着剤で塗布、または蒸着したものである。電気信号の変化を磁化の変化により記録できる。

## 概説
1928年にドイツのフリッツ・フロイメルにより発明された。まずオーディオ用に使われ始め、1960年代までは磁気テープをリールに巻いて扱うオープンリール方式が一般的であり、テープレコーダーやビデオレコーダーにセットする際に磁気テープに手で触れる必要があった。1970年代以降はリールをカートリッジに納め、直接手で触れる必要が無く、扱い易いカートリッジ式（カセット式）が主流となった。→#歴史
主な用途としては、音響の記録（録音）/再生、映像の記録（録画）/再生、コンピュータのデータの記録/読出であり、テープレコーダー、ラジカセ、ビデオテープレコーダー、またコンピュータの外部記憶装置として例えば50年代-80年代の大型コンピュータの磁気テープ装置、70年代後半や80年代のマイクロコンピュータやパソコンのデータレコーダ、近年のテープドライブなどに使われてきた。
用途ごとに後述の#規格の節で説明する規格がある。ドイツで発明されたがアメリカで発達したので、テープ幅をインチで示す規格名が多いが、ソニーが主導した8ミリビデオテープの場合は名称にミリが使われた。
オーディオ用やビデオ用にはアナログ記録方式とデジタル記録方式がある。

## 歴史
原型
線状に伸びた磁性体に情報を記録する方式の原型は、オバリン・スミスによる針金への録音技術(1888年)、ヴォルデマール・ポールセンがワイヤーの巻取機構を加えたワイヤーレコーダー(1898年)に求めることができる。
オーディオ分野での歴史
記録媒体に磁性体を塗布したテープを用いる方式はドイツで開発された。1928年にフリッツ・フロイメル（de:Fritz Pfleumer）が紙やプラスチック製のシートに酸化鉄を塗布した記録媒体を発明し、1933年にシューラーがリング状磁気ヘッドを発明、化学メーカーのBASFはテープに用いるアセテート樹脂のフィルムを開発した。これらの成果を元に1935年に電機メーカーのAEGがマグネトフォンを開発した。
ピエール・シェフェールが磁気テープを初めて音楽に用いた。ノイズの少ない音楽や演説のラジオ放送に興味津々だった連合国側は終戦によって初めてその技術の実態を知り、一挙に世界中で広まった。録音用途においてもレコードや放送においてだけでなく、一般家庭での録音用としても次第に普及。開発されたのが始まりとされる。当初は巨大なオープンリールであったがその後小型化が進み、カセットタイプのものも開発された。あわせて録音用だけでない、音楽ソフトのパッケージとしてもレコードと並行して次第に普及。オープンリールタイプのソフトは1970年代まで、カセットタイプのソフトは2020年代に至っても発売され続けている。
コンピュータ分野での歴史
コンピューターにおけるデータ記録の用途では、1951年にUNIVACが世界初の商用コンピューターであるUNIVAC Iの入出力装置としてテープドライブ装置en:UNISERVO Iをリリースしたのが世界初である。使ったテープは、リン青銅をニッケルメッキしたメタルテープであり、1/2インチ幅のテープであった。
その後、大手で市場シェアがあったIBMも、1953年にIBM 701の補助記憶装置として「テープドライブ・バキュームコラム」（tape drive vacuum column）という名称のテープストレージを開発し使い始め、これは業界標準となり、IBMおよび他の計算機製造業者が使い1980年代ころまでコンピューターの主要な記録媒体であった。IBM 726およびIBM 727を参照。こちらはフィルムテープで、やはり1/2インチ幅のテープを使うものであった。IBMは1964年にリリースしたSystem/360用には「IBM 2401」というテープドライブ装置を用意し、1968年には「IBM 2420」をリリースした。いずれも1/2インチ幅の磁気テープを使うものであった。
1980年代に入ってハードディスクの技術革新により容量が拡大すると、ハードディスクによる常時接続型のストレージが隆盛となった。しかしその後テープストレージにおける大容量化技術の開発と一般向けクラウドストレージサービスの増加によるバックアップへの需要により、磁気テープによる情報ストレージの低コスト性が注目されるようになり、2010年頃からデータ記録用テープの生産量が増加している。また東日本大震災以降は、ハードディスクドライブに対するコスト面での優位性から予算に余裕のない自治体がバックアップ用として新規に導入する事例や、テープ保管サービスの利用が増えているという。また、磁気テープの利用増加は、世界的な変化であり、日本国外の方が日本よりも先行している。その後も容量の増大などの研究開発が進んでいる。
2014年末にTDK Life on Recordsブランドを展開していたイメーション（現・韓オージン社）が磁気テープから撤退。そのため、2014年の時点において富士フイルム、ソニー、日立マクセル（以下、および現・マクセル）の3社でLTOメディアの世界シェアのほぼ100%を占めていたが、2014年にマクセルがLTOメディアの生産を終了した。市場にはソニーと富士フイルムが残ったが、LTO-7世代以降では必須となるBaFe磁性体の特許を持つ富士フイルムがソニーおよびソニーストレージメディアマニュファクチャリングに対して強気の特許紛争を仕掛け、2018年に販売指し止めの判決が下ったため、ソニーはメディアを発売できない状態が続いている。そのため、2024年現在では唯一、富士フイルムだけがLTOメディアを継続製造・販売している。記録メディアの供給元が1社になってしまい市場が独占され健全な競争が無い状況は利用者から見ると、価格を釣り上げられたり、その1社に何かがあれば供給が途絶えるリスクを抱えることを意味し、好ましい状況ではない。
2020年、富士通が従来のBaFe磁性体に代わるSrFe磁性体を開発。1巻当たり580TBの容量が見込める。

## 製造方法
幅3 - 4mのフィルムの片面に磁性層を成膜し裁断。リールと呼ばれるボビンに巻き取りプラスチック容器等に装着する。
磁性層の成膜には、塗布、蒸着、スパッタなどの方法がある。一般的には片面だけだが両面に成膜した製品も見られる。
成膜後、リールへの巻き込み前にサーボトラッキングのための情報が記録される場合もある。

## 規格
磁気テープを使用したメディアの規格としては、以下のようなものがある。

### オーディオ用

#### アナログ
- オープンリール - 多くは約6mm幅（1/4インチ）のテープ。業務用マルチトラックレコーダーは最大2インチ幅まである。
- テーペット - RCAビクター（現・ソニー・ミュージックエンタテインメント米国法人）が開発した規格。6.3mm幅。
- コンパクトカセット - フィリップス社が開発した規格。一般にいうカセットテープ。3.81mm幅。
  - オー・カセ - ティアックが製品化したコンパクトカセット互換オープンリール。
- マガジン50テープカートリッジ - アイワ（初代法人、現・ソニーマーケティング）が開発した先述のコンパクトカセットに類似した規格。4.8mm幅。
- マイクロカセット - 通常のコンパクトカセットより小型のカセットテープ。3.8mm幅。オリンパス（映像事業部、現・OMデジタルソリューションズ）が開発した規格。会議記録や記者の取材時に盛んに用いられた時期があったが、現在は留守番電話機の録音媒体に用いられる程度で、ほぼ廃れた。
- ミニカセット - フィリップス社が開発した規格。大きさはマイクロカセットに近いが、互換性はない。
- エルカセット - ソニー（初代法人、現・ソニーグループ）、松下電器産業（現・パナソニックホールディングス）、ティアックの3社が共同開発した規格。A6（文庫本サイズ）でテープ幅はオープンリールと同じ6.3mmである。現在は廃れた。
- 8トラック - 1980年代までカラオケ等の媒体に利用されたが、現在は廃れた。

#### デジタル
- 3/4インチデジタルオーディオカセットテープ - UマチックにPCMプロセッサを繋いで使用。19mm幅。U規格テープを使用。
- DAT
  - R-DAT - DAT懇談会と日本オーディオ協会が共同で開発した規格。回転式ヘッド（ヘリカルスキャン方式）のR-DAT用のテープ。3.8mm幅。
  - S-DAT - 固定式ヘッドを用い、後述するオープンリール型が使用された。
- デジタルマイクロカセット - ソニーが独自で開発した規格。切手サイズの超小型カセットテープが用いられた。2.5mm幅。会議録音用を想定していたが後に登場するICレコーダーの台頭により程なく廃れた。
- DCC - フィリップスと松下電器産業が共同で開発した規格。コンパクトカセットをデジタル記録化したもので、現在は廃れた。
- オープンリール - 業務用録音機器で使用される。
- ADAT（ALESIS DIGITAL AUDIO TAPE） - 業務用マルチトラックレコーダ。12.7mm幅。VHSテープを使用。
- DTRS（Digital Tape Recording System） - 業務用マルチトラックレコーダ。8mm幅。8ミリビデオテープを使用。

### ビデオ用
デジタルとアナログで姉妹規格となっているものが多く、それゆえデジタルもアナログも記録できる製品が存在するため、デジタルとアナログは分けずに記載する。
ただし、動画映像用のテープ方式による記録や再生は、録音再生用の機材や記録媒体の製造が終了し、いままさに滅びつつある

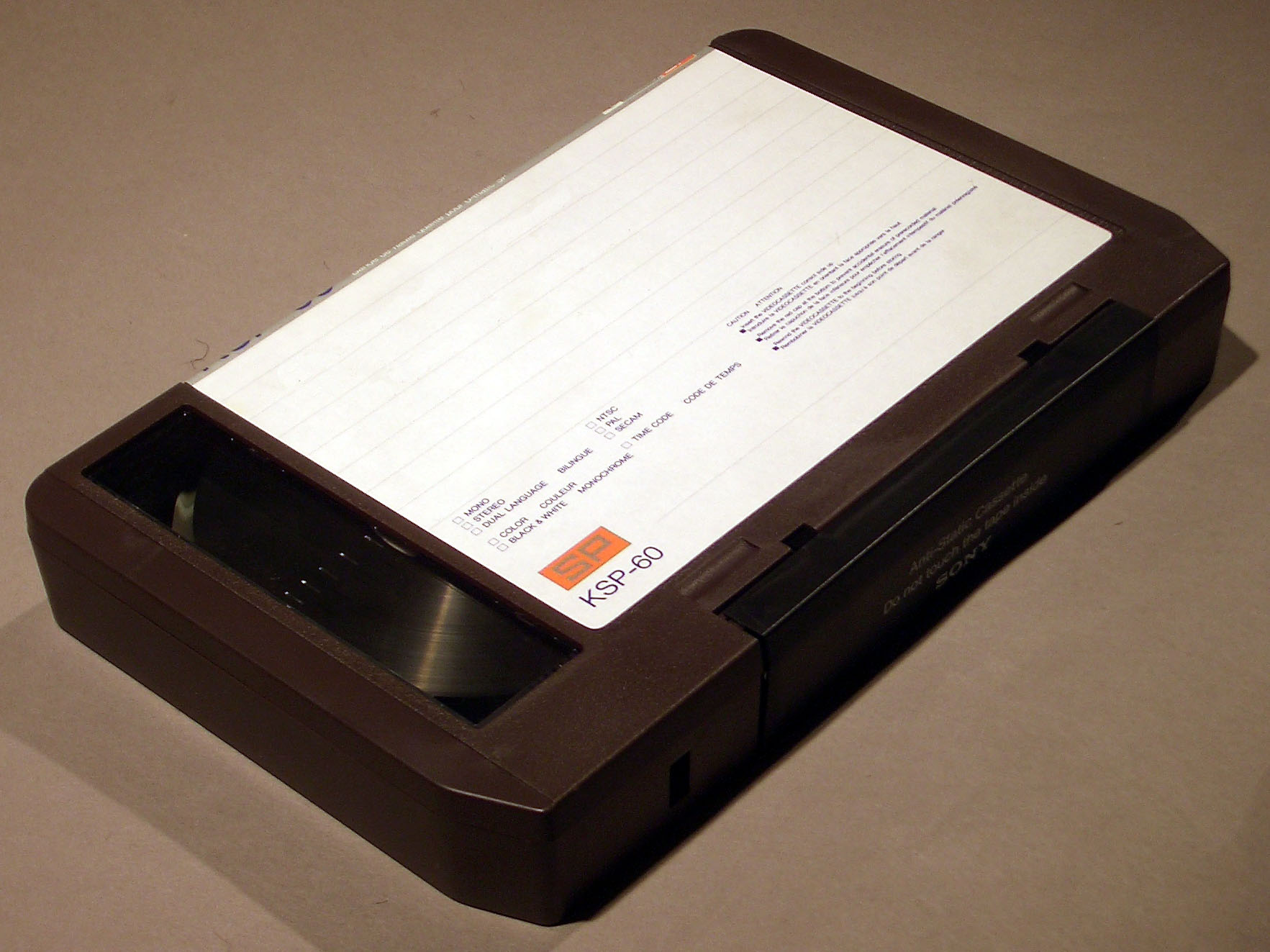
U Matic
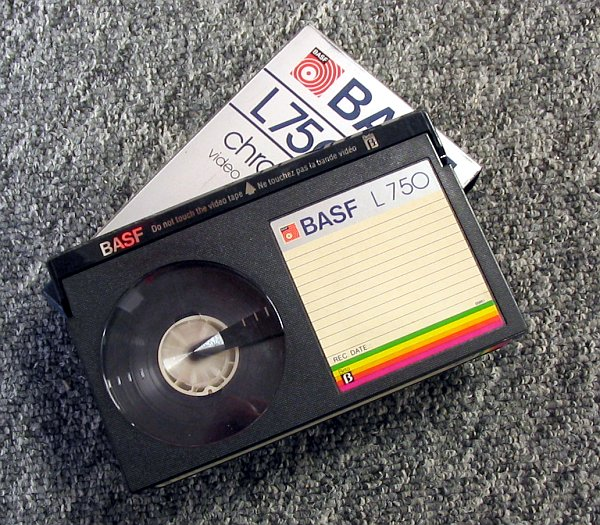
Betamax
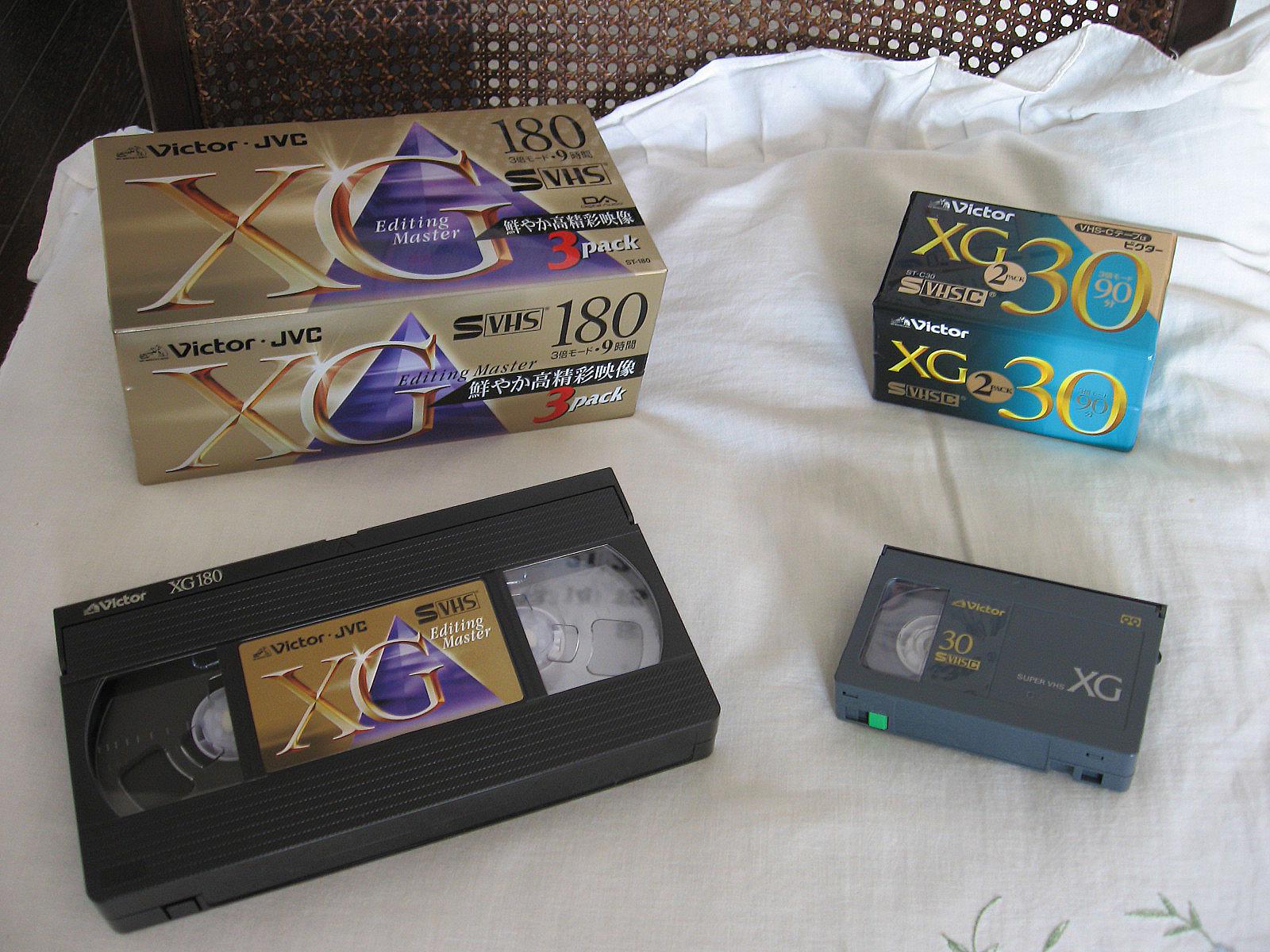
VHS
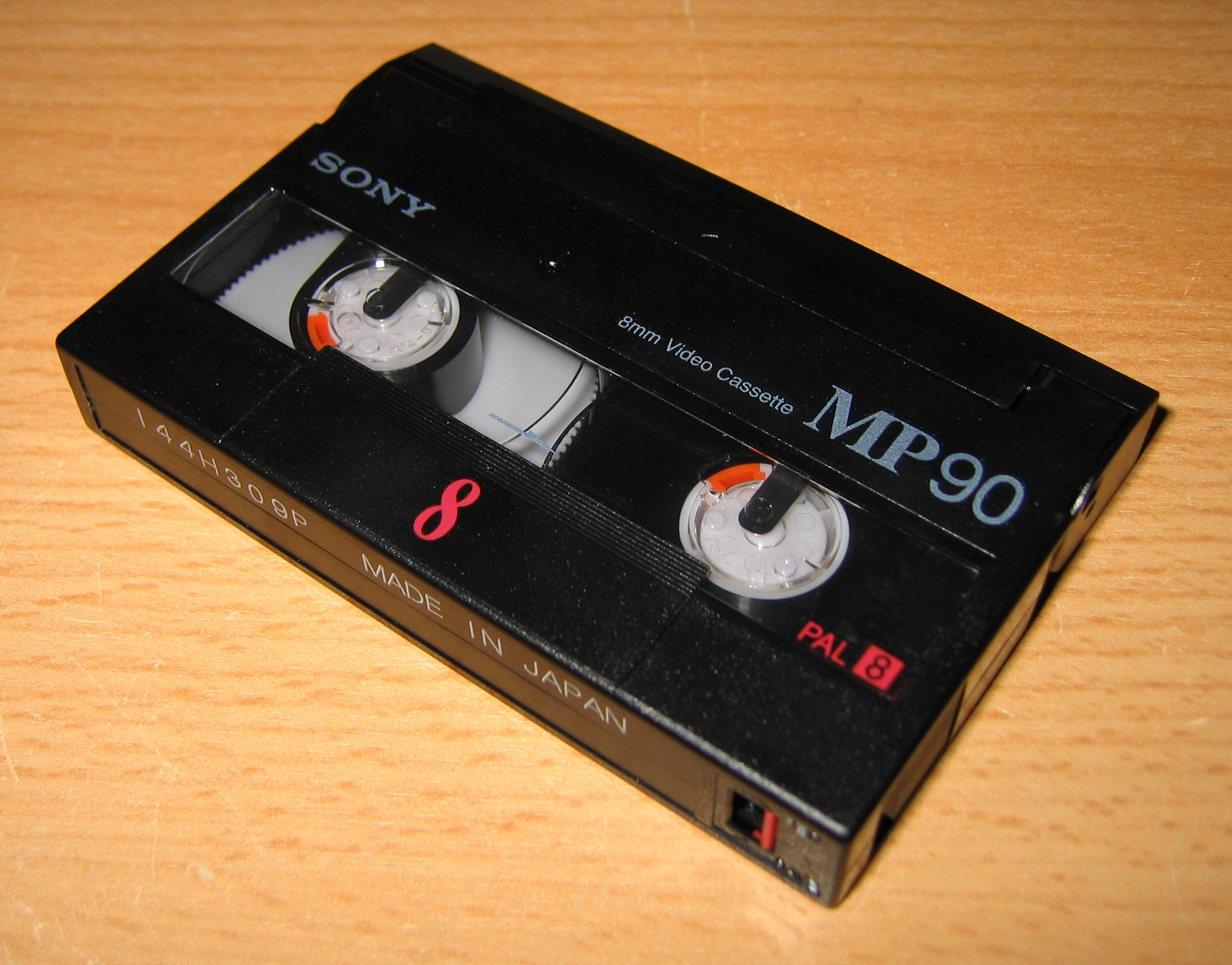
Video 8

#### オープンリール
- 2インチ - 1950年代〜1970年代
- 1インチ - 1970年代〜1990年代
- 統一I型 - 1/2インチ

#### ビデオカセット
- ACR-25（AMPEX） - 2インチ
- U規格 - 3/4インチ - M:256×174×38mm - S:210×147×38mm
- VX方式 - 1/2インチ
- VHS - VHS-C - S-VHS - S-VHS-C - D-VHS - W-VHS - 1/2インチ - 205×120×32mm（カセットのサイズではない）
  - M規格 - MII
  - Digital S（D9）
- ベータ - EDBeta - 1/2インチ - L:271×162×32mm - S:172×112×32mm（カセットのサイズではない）
  - BETACAM - BETACAM-SP - BETACAM-SX - Digital BETACAM - MPEG IMX（D10） - HDCAM - HDCAM SR
- UNIHI - 1/2インチ - 205×121×25mm
- 8ミリ - Hi8 - Digital8 - 8mm - 108×75×20mm
- DV - MiniDV - HDV - 6.35mm（1/4インチ） - STD:139×94×20mm - mini:108×78×20mm
  - DVCAM
  - DVCPRO（D7） - DVCPRO 50 - DVCPRO HD
- MICROMV - 3.8mm
- D1 - D2 - D6 - 3/4インチ - L:283×430×51mm - M:285×176×40mm - S:196×129×40mm
- D3 - D5 - 1/2インチ

### コンピュータ用

#### 固定ヘッド
- IBM 3592 - 1/2インチ
- DLT（Digital Linear Tape） - SDLT - 1/2インチ
- LTO（Linear Tape-Open Ultrium） - 1/2インチ
- 9840 - 9940 - T10000 - 1/2インチ
- オープンリール - 2インチ、1インチ
- CMT（Cartridge Magnetic Tape）, CST（Cartridge System Tape） - 1/2インチ
- 3480 - 3490 - 3490E - 1/2インチ
- 9490EE - IBM 3490互換1/2インチ
- 3590 - 3590E - 1/2インチ
- Travan - 8mm
- QIC（Quarter Inch Cartridge） - 1/4インチ
  - Scalable Linear Recording（英語版）（SLR）

#### ヘリカルスキャン
- Digital Instrumentation Recorder（英語版）（DIR） - 19mm（3/4インチ）
- VHS - 1/2インチ
- Exabyte（Data 8（英語版）） - VXA（英語版） - 8mm - 8ミリビデオとカートリッジは同形状だが、原則としてメディアに互換性はない。
- AIT（Advanced Intelligent Tape） - S-AIT - 8mm
- DTF（Digital Tape Format） - 1/2インチ - Digital BETACAMがベースとなっている。
- DDS（Digital Data Storage） - 3.8mm - 約4mm幅 - DATとカートリッジは同形状だが、原則としてメディアに互換性はない[要検証 – ノート]。

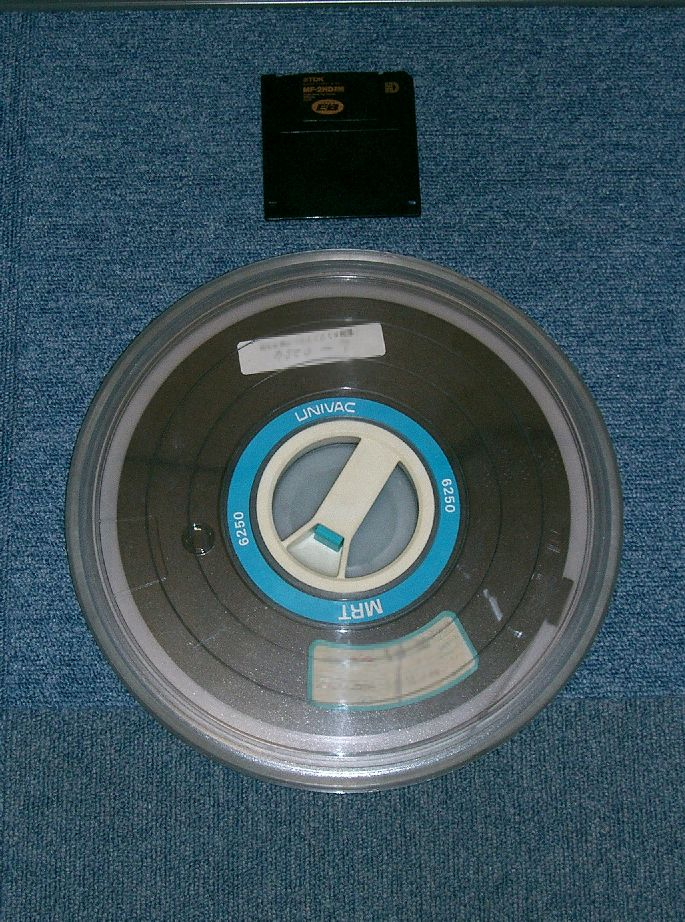
オープンリール
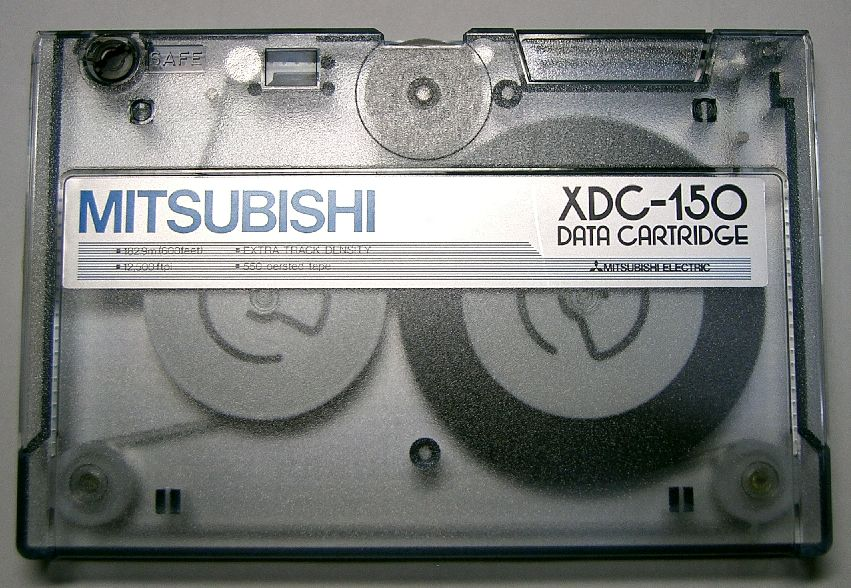
QIC
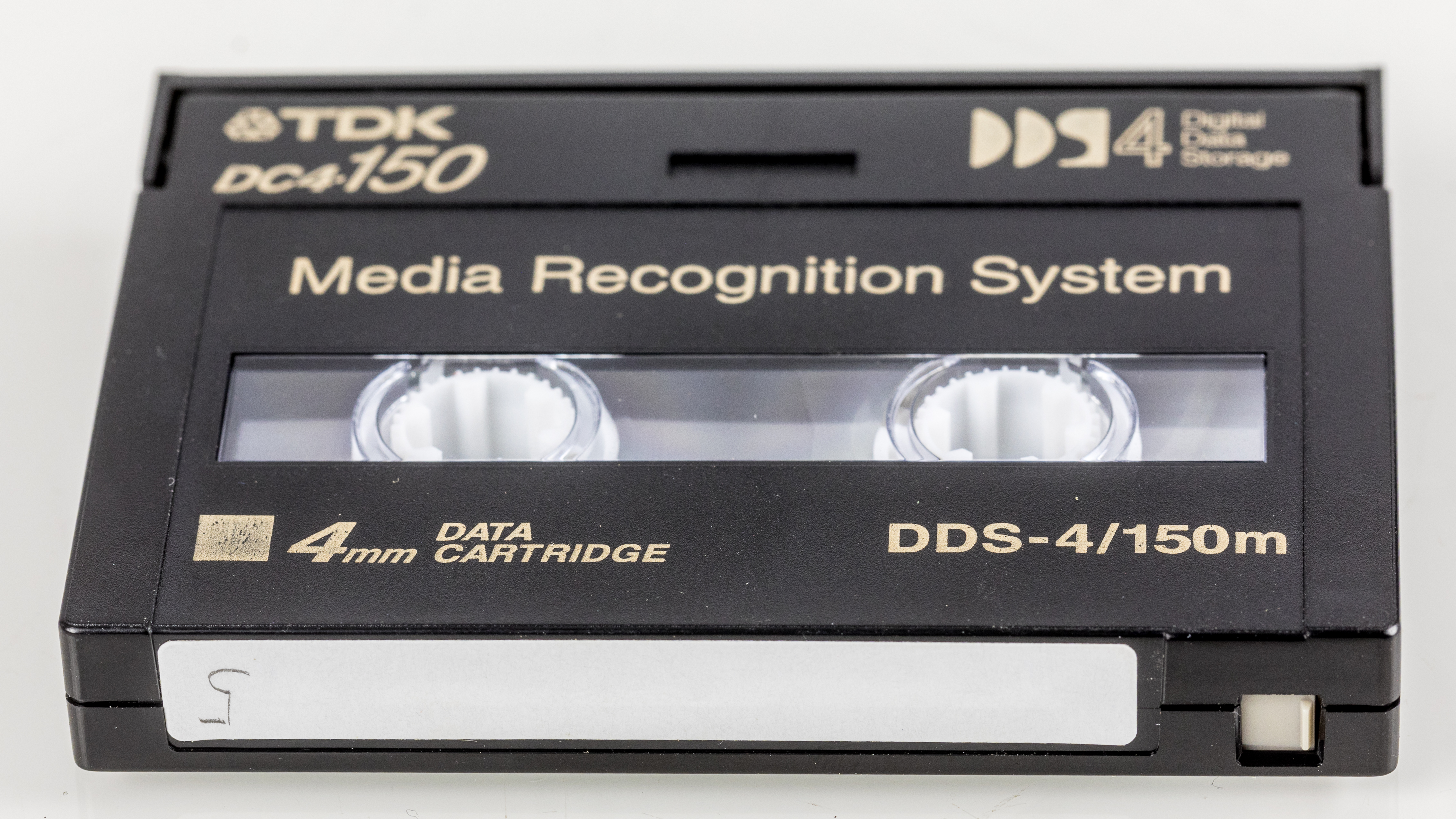
DDS4
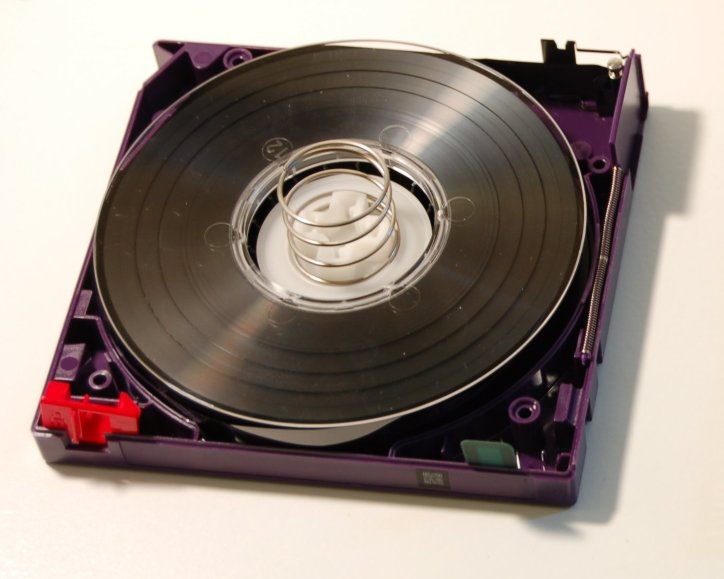
LTO 蓋を取り除いたもの

#### 特性
この節では、主にコンピュータ用の磁気テープの記録媒体としての特性について説明する。
記録装置は高価であるが、他のメディアに比べて容量が大きく、テープの容量当たりの単価が安価である。しかしながら、ランダムアクセスはできない。こうした特徴から、企業が保有する大規模なサーバなどのバックアップや、参照頻度の低いデータのアーカイブ用のメディアとして利用される。
アメリカでは、個人用の安価な装置が一定の普及を見た時期もあった。
データの頭出しに時間を要するが、LTO規格に見られるように連続したデータの読み込みは非常に高速である。また、DDS/DLT/LTOなどであれば「オートローダ」もしくは「テープライブラリ」と呼ばれる装置を用いることで、マガジンに装填されたテープを自動的に交換できる。テープ1本では容量が不足する場合の自動化のときなどに用いられる。
オーディオ・ビデオ用テープに記録できるストレージもある。
アクセスの特性
長い帯状のテープをリールに巻き取り移動させつつ情報を読み取っていくので、基本的にシーケンシャルアクセスの記録媒体であり、ランダムアクセスには向いていない。テープの離れた位置に移動するのには時間がかかり、末端にたどり着くのにも時間がかかる。
読み取り/書き込み速度
ただし、読み取り/書き込み速度自体は比較的速い。例えば、2021年現在の磁気テープの最新規格であるLTO Ultrium（第9世代）の読み取り速度を光ディスクメディアと比較した場合、ヘッドが複数のトラックを同時に読み書きするので、磁気テープの読み取り速度は最大1000MB/s・非圧縮時でも400MB/sと、2020年現在の一般的な光ディスクメディアであるブルーレイディスク（12倍速）の54MB/sを遥かに上回り、ブルーレイの次世代メディアであるアーカイバルディスク（2020年現在策定中の第3世代）の648MB/sに匹敵する。
記録密度、容量あたり単価、用途
体積当たりの記録密度が高く、容量当たりの単価も比較的安価である。例えば、2021年現在の最新規格であるLTO Ultrium（第9世代）だと、磁気テープのカートリッジ1本当たりの記録容量は最大45TB・非圧縮時で18TBとなっている。
そのため、データを大量に記録・保管する業務に使われる。ひとつが放送・映像のアーカイブ保存であり、2020年代以降の4K・8K時代においても放送業界では磁気テープでのアーカイブ保存が主流である。
また、大量の情報が日々更新されるデータベースを業務で使いそのデータのバックアップを頻繁にとり保管する必要がある大企業なども、やはり磁気テープ方式であるLTOを使うことが多い。
なお、磁気テープに記録したデータを遠隔地の保管倉庫に定期的に輸送する「テープ保管サービス」を利用すれば、ローカルのシステムがローカルバックアップごと失われるような大災害が起きても復旧が可能である。
ただし、磁気テープ読み取り装置の価格は比較的高い。
耐久性
耐久性にはやや難があり、強い磁界に近づけてしまうと記録した情報が破壊される。また経年劣化によって磁性が弱まり情報を維持できなくなることもある。
また、ドライブのメカの調子が良くないと、伸びたり切れてしまうことがある。ただし切れた部分は補修材を使用し物理的につなぐことは可能である。その部分のデジタル信号だけは読み取れなくなる可能性が高い。
他
記録媒体を駆動装置から取り外した状態で保管することを前提とするリムーバブルメディアの一種であり、データの読み込み/書き込みの際はその都度テープライブラリからカートリッジを1つ取り出して読み取り装置に装填して、使用が終わった後に保管する必要がある。そのためそれほど頻繁に参照しないデータを保存するための「コールドストレージ」としての用途に向いている。家庭や小規模事業所ではテープの交換を人手で行っているところもあるが、大規模データセンターではロボットがテープを交換するオートチェンジャーが普及している。
前述のオートチェンジャーを使っていない場合は記録媒体がオンラインではない、つまり稼働中のシステムから物理的に隔離している前提のストレージなので、ネットワークを通じた不正アクセスやクラッキングが起こる心配がなく、コンピューターウィルスなどにネットワークにつながったシステムを全て破壊されてしまっても復旧が可能である。（このような特徴を、セキュリティ業界では「エアギャップ」と言う。）。オートチェンジャーで任意のテープを交換できる場合は不正アクセスによるクラッキングが行える可能性はある。

## テープの種類
オーディオカセットテープは磁性体の種類で分類されている。ビデオテープでは商品グレードがある。

### オーディオカセットテープ
ノーマルポジションテープ
塗布されている磁性体が酸化第二鉄（ヘマタイト）で茶色である。メタルポジションテープに反転したパターンを記録してバイアス磁界中で重ねる事で転写する事により大量複製が可能。また、音楽用に最適化されたノーマルポジションテープは中低域のMOLに優れる。
クロムポジション/ハイポジション/EEポジションテープ
クロム、およびコバルトの酸化物が塗布されており、S/N比、中高音域の再現性が優れる反面、中低音域の再現性やMOLに関しては音楽用ノーマルポジションテープにやや及ばない面もある。テープによっては”Cr-O2”の表示がある。これは二酸化クロムのこと。なお、オープンリール用ではEEポジションがコンパクトカセット用のハイポジション（クロムポジション）に相当する。
フェリクロムポジションテープ
ノーマルが得意とする低～中音域、クロムやハイポジションが得意とする高音域を、二層塗りにすることで、双方の優れた特性を実現する。フェリクロムポジションに対応していないレコーダーやプレーヤーではノーマルポジション用テープとして代用することも可能。しかし、コンパクトカセットではその後のノーマルポジションテープやハイポジションテープの更なる高性能・高音質化の実現や後述するメタルポジションテープの登場、また、オープンリールでは先述のEEポジションテープの登場によりいずれも急速に廃れた。表記はFe-Cr。
メタルポジションテープ
保磁力の優れた非酸化金属磁性体（オキサイド）が蒸着されており高密度の記録に適する。大量複製時のマザーテープとしても使用されるがメタルポジションテープ自体は転写法による大量複製には適さない。

### ビデオテープ
メーカーによるテープグレードの区分（ノーマル、ハイグレード、ハイファイ、プロなど）と、記録方式の分類（VHSとS-VHSなど）による区分がある。

## 磁気テープと法令
日本の特許法（昭34法121）第27条では「磁気テープ（これに準ずる方法により一定の事項を確実に記録して置くことができる物を含む。以下同じ。）」と書かれており、もともと磁気テープを対象としていた他の法律の条文を変更せずに運用するために、便宜的に「これに準ずる方法」と曖昧な書き方を足して、その後に登場した媒体（CD-Rなど）を強引に含ませようとすることがあるが、これは実際には、法律家が技術的に磁気テープにCD-Rが含まれると見なしているわけではなく、他の法律の条文を全部いちいち修正するのが面倒なので、あくまで法律の運用上便宜的にこういう書き方をしているだけである。